# Щегловка (Липецкая область)
Щегло́вка — деревня Малинковского сельсовета Данковского района Липецкой области.

## История
Известна по документам с 1771 г.

## Население
По данным всероссийской переписи за 2010 год население деревни составляет 99 человек.